# Nykolonialism – Senegal, ett exempel
Nykolonialism – Senegal, ett exempel är en svensk dokumentärfilm från 1973 i regi av Axel Lohmann, Pierre Björklund och Barry Cheikh.
Filmen är ett dokument över den nykoloniala situationen i Senegal och skildrar de ekonomiska, sociala, politiska och kulturella problem som uppstod i samband med att landet blev självständigt 1960. Filmens första del fokuserar på landsbygdsproblem i landets södra delar medan den andra delen diskuterar situationen i storstäderna samt u-hjälpen, arbetslösheten och det nykoloniala beroendet.
Nykolonialism – Senegal, ett exempel visades första gången i Sveriges Television den 15 mars 1973 och hade biopremiär den 28 juni året efter på Folkets Bio i Stockholm.